# Домарадски, Мечислав
Мечислав Домарадски (Домарадзки) (пол. Mieczysław Marian Domaradzki, болг. Мечѝслав Марѝан Домара̀дски; 1949—1998) — болгарский учёный-археолог польского происхождения; член Болгарской академии наук; автор порядка 100 научных публикаций.

## Биография
Родился 2 октября 1949 года в польском городе Бжег.
С 1967 по 1972 годы учился археологии в Ягеллонском университете в Кракове. В 1973 году начал работать на территории древней Фракии. И уже в 1976 году защитил докторскую диссертацию на тему «Тракия и кельтские нашествия» под научным руководством профессора Ивана Венедикова. С этого времени жил и работал в Болгарии

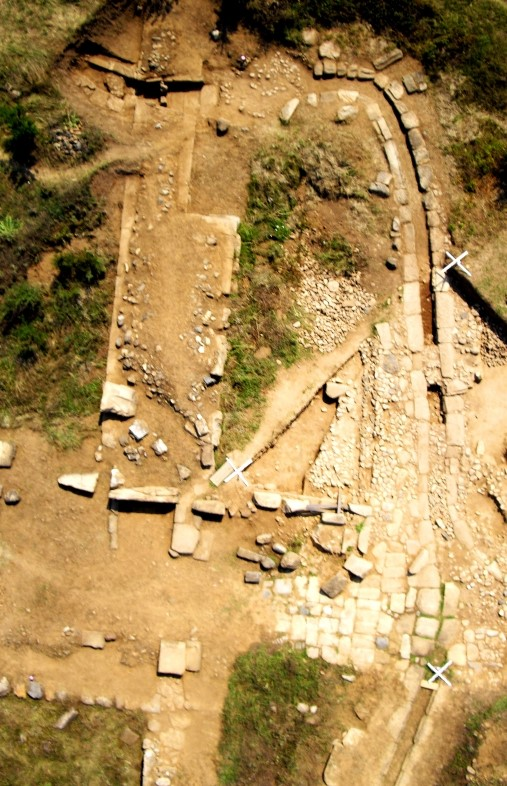
Пистирос

Читал лекции в Великотырновском университете и преподавал курс кельтского искусства в Новом болгарском университете в Софии. Также читал лекции в европейских университетах — в Ягеллонском, Варшавском, пражском Карловом университете. В конце 1997 года Мечислав Домарадски был назначен заведующим кафедрой археологии в университете города Ополе, Польша. Был участником и организатором многих научных конференций в Болгарии, Польше и других странах Центральной Европы.

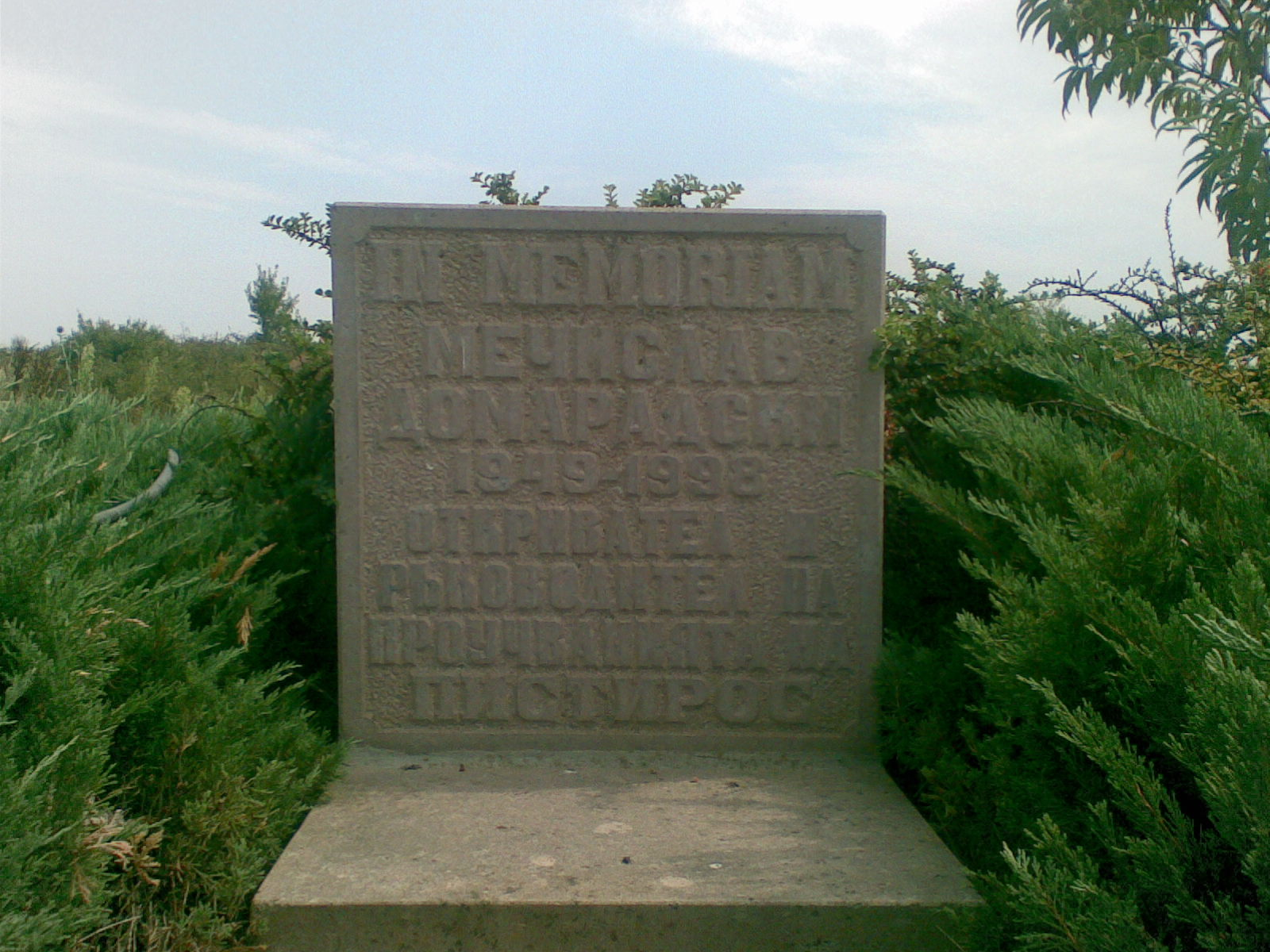
Памятный знак Домарадскому в Пистиросе

Мечислав Домарадски был основателем проекта «Археологическая карта Болгарии», а также первооткрывателем поселения Пистирос, основанного в V веке до н. э. в верховьях реки Марицы. На основе найденного здесь археологического материала и благодаря усилиям учёного, в 1995 году в болгарском городе Септември был создан археологический музей, который в настоящее время носит его имя.
Умер 26 июня 1998 года в болгарском городе Септември.